# オール・マイ・ライフ (リル・ダークの曲)
「オール・マイ・ライフ」（All My Life）は、アメリカのラッパー、リル・ダークが同じくアメリカのラッパー、J. コールをフィーチャーした楽曲である。この曲は、リル・ダークの8枚目のスタジオ・アルバム『オールモスト・ヒールド』からのリードシングルとして、オンリー・ザ・ファミリー、アラモ・レコード、ソニー・ミュージックを通じて2023年5月12日にリリースされた。

## 背景
2023年4月20日、『XXL』とのインタビューで、ダークはこの曲とコールとのコラボレーションについて次のように語った。
間違いなくJ. コールを「All My Life」に迎えたよ。この曲は、俺が最近経験してきたことや、やっていることを見せるラップなんだ。俺自身のあり方を変えようとしているんだよ。ドクター・ルークがプロデュースした。俺たちは、この曲にふさわしい人物は誰だろうかと考えていたんだ。というのも、この曲はセカンドバースを歌うのがふさわしい人でなければダメなタイプの曲だからね…。コールなら、俺が求めているエネルギーをもたらしてくれると感じた。だから、もしJ. コールじゃなかったら、カニエだっただろうけど、イェはどこかに引きこもっちゃってるからね。
同曲がリリースされた日、ダークは『Complex』のライブインタビューに応じ、コールとの仕事について「あの曲では、まず間違いなく彼に完敗させられたよ、僅差でね」と語り、「こんなことはめったにない」と付け加えた。リリース日のちょうど10日前、ダークは、MV撮影中にコールが撮ったビデオを投稿した。そこでは、公式バージョンと同じように、コーラスを歌う子供たちが2人と一緒に写っていた。

## 構成と歌詞
「All My Life」では、ダークは普段のエネルギッシュなドリルスタイルから、より内省的なプロダクションへと転換しており、これは彼の通常の音楽スタイルからの逸脱と見なされている。曲には少年聖歌隊のボーカルが含まれ、彼が直面してきた批判についてラップしている。「俺はやり遂げると決めたのに、メディアは俺を脅威と呼んだ / 俺は市長や政治家たちと席を共にした、イメージを変えようとしているんだ / 俺の過去をもう責めることはできない、俺はどん底から来たんだから」。彼は、薬物乱用、養育費の支払い、そして自傷行為を望む子供たちに触れながら、社会やコミュニティの変化についてラップし、世界をより良い方向に変えるために最近努力していることについて語っている。コールのバースでは、若いラッパーたちが大きな名声を得る前に亡くなってしまうことについてラップしている。

## ミュージックビデオ
スティーブ・キャノンが監督した「All My Life」の公式ミュージックビデオは、2023年5月12日に楽曲と同時に公開された。ビデオでは、ダークとコールが、曲のコーラスを歌う子供たちの聖歌隊と共演している。2人はポーチに立ったり、庭で踊ったり、子供たちとキャッチボールをしたりする姿が描かれている。

## トラックリスト
デジタルダウンロード、ストリーミング
| #  | タイトル                           | 作詞 | 作曲・編曲 | 時間 |
| -- | ---------------------------------- | ---- | ---------- | ---- |
| 1. | 「All My Life」(featuring J. Cole) |      |            | 3:43 |

デジタルダウンロード、ストリーミング – リミックスEP
| #         | タイトル                                          | 作詞  | 作曲・編曲 | 時間 |
| --------- | ------------------------------------------------- | ----- | ---------- | ---- |
| 1.        | 「All My Life」(with J. Cole featuring Burna Boy) |       |            | 4:24 |
| 2.        | 「All My Life」(featuring Stray Kids)             |       |            | 3:37 |
| 3.        | 「All My Life」(featuring J. Cole)                |       |            | 3:43 |
| 合計時間: | 合計時間:                                         | 11:44 |            |      |

## チャート
| チャート (2023–2024)                               | 最高位 |
| -------------------------------------------------- | ------ |
| オーストラリア (ARIA)                              | 9      |
| オーストラリア ヒップホップ/R&B (ARIA)             | 4      |
| カナダ (Canadian Hot 100)                          | 8      |
| ドイツ (GfK Entertainment charts)                  | 97     |
| Global 200 (Billboard)                             | 7      |
| アイルランド (IRMA)                                | 22     |
| Japan Hot Overseas (Billboard Japan)               | 5      |
| リトアニア (AGATA)                                 | 88     |
| オランダ (Single Top 100)                          | 73     |
| ニュージーランド (Recorded Music NZ)               | 10     |
| ナイジェリア Top 100 (TurnTable)                   | 11     |
| ナイジェリア ヒップホップ/ラップソング (TurnTable) | 1      |
| ポルトガル (AFP)                                   | 184    |
| 33                                                 |        |
| 2                                                  |        |
| スウェーデン (Sverigetopplistan)                   | 73     |
| スイス (Schweizer Hitparade)                       | 69     |
| UK シングルス (OCC)                                | 14     |
| UK R&B (OCC)                                       | 4      |
| US Billboard Hot 100                               | 2      |
| US Adult Top 40 (Billboard)                        | 38     |
| US Hot R&B/Hip-Hop Songs (Billboard)               | 1      |
| US Pop Airplay (Billboard)                         | 9      |
| US Rhythmic (Billboard)                            | 1      |

| チャート (2023)            | 最高位 |
| -------------------------- | ------ |
| ロシア エアプレイ (TopHit) | 36     |

| チャート (2023)                      | 順位 |
| ------------------------------------ | ---- |
| カナダ (Canadian Hot 100)            | 49   |
| グローバル 200 (Billboard)           | 110  |
| ロシア エアプレイ (TopHit)           | 82   |
| US Billboard Hot 100                 | 25   |
| US Hot R&B/Hip-Hop Songs (Billboard) | 8    |
| US Mainstream Top 40 (Billboard)     | 36   |
| US Rhythmic (Billboard)              | 8    |

## リリース履歴
| 国/地域        | 日付           | フォーマット                        | バージョン | レーベル                   | 出典   |
| -------------- | -------------- | ----------------------------------- | ---------- | -------------------------- | ------ |
| 各国           | 2023年5月12日  | 音楽配信 ストリーミング             | オリジナル | Only the Family Alamo Sony | [ 4 ]  |
| アメリカ合衆国 | 2023年5月30日  | コンテンポラリー・ヒット・ラジオ    | オリジナル | Alamo                      | [ 40 ] |
| 各国           | 2023年10月13日 | デジタルダウンロード ストリーミング | リミックス | Only the Family Alamo Sony | [ 41 ] |